# LG Gangnam Tower
GS Tower (Hangul: GS타워), GS Gangnam Tower (Hangul: GS강남타워), còn gọi là LG Kangnam Building, là tòa nhà cao tầng hiện đại 38-tầng (173 meters) nằm ở Gangnam-gu, Seoul, Hàn Quốc.
Là một phần của trụ sở tập đoàn LG Corp, một tập đoàn lớn của Hàn Quốc, tòa nhà được hoàn thành vào năm 1997 và là một khu phức hợp gồm một hội trường nghệ thuật, trình diễn phim nghệ thuật, phòng triển lãm của công ty, văn phòng, cửa hàng, nhà hàng, CLB thể thao và bãi xe.

## Liên kết
- Website chính thức